# شون أنتوني (كرة سلة)
شون أنتوني (بالإنجليزية: Sean Anthony)‏ مواليد 26 يناير 1986 في فانكوفر، هو لاعب كرة سلة كندي. بدأ مسيرته الاحترافية في سنة 2010. يلعب في الرابطة الفلبينية لكرة السلة. يحمل الرقم 10.

## المسيرة الاحترافية
لعب مع باوريد تايغرز من سنة 2010 إلى 2012، ثم لعب مع باراكو بول إنرجي في موسم 2012–2013، ثم لعب مع تي إن تي كاتروبا في موسم 2013–2014، ثم لعب مع ميرالكو بولتز في موسم 2014–2015.